# Notoplax holosericea
Notoplax holosericea är en blötdjursart som först beskrevs av Hugo Frederik Nierstrasz 1905.  Notoplax holosericea ingår i släktet Notoplax och familjen Acanthochitonidae. Inga underarter finns listade i Catalogue of Life.